# Quikkit Glass Goose
Le Quikkit Glass Goose est un avion amphibie biplace américain destiné à la construction amateur dérivé de l'Aero Composites Sea Hawker.

## Développement

### LeGare Sea Hawk
Amphibie biplan biplace côte à côte à moteur Revmaster de 70 ch dessiné par Gary LeGare.

### Aero Gare Sea Hawker
Amphibie biplace destiné à la construction amateur commercialisé sur plan ou en kit par Aero Gare à Mojave, Californie. Cet appareil est une version remotorisée du LeGare Sea Hawk à moteur Lycoming O-320 de 150 ch dont le prototype [N82SO] a volé en juillet 1982. 32 exemplaires étaient en état de vol en mars 1988.

### Aero Composites Sea Hawker
En 1986 Gary LeGare vend les droits de son Sea Hawker à Aero Composites, entreprise installée à Fulton, Illinois, qui commercialise cet amphibie pendant deux ans avant de revendre les droits à Aero Composite Technologies.

### Aero Composite Technologies Sea Hawker
En 1988 Aero Composite Technologies de Somerset, Pennsylvanie, achète les droits de production du Sea Hawker. Mais au début des années 1990 le Sea Hawker acquiert une très mauvaise réputation en raison d’une série d’accidents graves, l’appareil étant réputé perdre facilement ses ailes en vol. Une enquête du NTSB mettra en évidence une faiblesse des longerons, mais surtout un problème dans les instructions de montage : En effet sur les appareils livrés en kit la racine du longeron est recouverte d’une pellicule de protection qui doit être retirée avant collage du longeron sur le fuselage. Faute d’information précise, les constructeurs amateurs collaient le longeron sans retirer cette pellicule, affaiblissant considérablement le montage ! En 1992 Aero Composite Technologies se voit contrainte de déposer son bilan.

### Quikkit Glass Goose
Tom Scott avait publié une lettre d’information destinée aux constructeurs de Sea Hawker pour les informer des défauts et des dangers de cet appareil, dont il avait construit un exemplaire en 1986. Il acheta en 1992 les droits de production avant de créer Quikkit. En 1994 vola un appareil incorporant les modifications jugées nécessaires à la fois par le NTSB et Tom Scott, mais ce prototype fut accidenté en 1996 à cause d'un problème de flaperons. Un second appareil prit l’air le 20 mars 1999, qui donna satisfaction. Cet appareil est commercialisé en kit sous l’appellation Glass Goose. Il est optimisé pour un Lycoming O-320-B2B de 160 ch, mais divers moteurs automobiles de puissance équivalente peuvent également être adaptés et Quikkit a étudié l’adaptation d’un moteur Jabiru 5100 de 180 ch.
En janvier 2000 on comptait 3 avions immatriculés et une trentaine en construction, Glass Goose figuraient sur le registre aéronautique américain fin 1996, date à laquelle un kit (sans moteur ni hélice) était vendu 32 500 U$.

## Description
Amphibie biplace côte à côte construit entièrement en fibre de verre à train tricycle rétractable, le moteur étant installé au-dessus et en arrière de la cabine fermée pour entraîner une hélice quadripale propulsive de 1,57 m de diamètre. La cellule biplane cantilever est équipée de surfaces mobiles de bord de fuite agissant à la fois comme des volets et des ailerons (flaperons). L’empennage est classique, en flèche. Le train principal, à relevage hydraulique, vient se loger dans des carénages sous le plan inférieur.